# Thomas Créquillon
Thomas Créquillon (parfois orthographié Crecquillon), né vers 1505, et mort probablement au plus tard en 1557, est un compositeur franco-flamand de la Renaissance.

## Biographie
Son lieu de naissance est inconnu, mais fait probablement partie de ce qui constituait autrefois les Pays-Bas. On a très peu d'informations sur le début de sa vie. En 1539, il est maître de chapelle de la Capilla Flamenca. Aux alentours de 1540, il est membre de la chapelle bruxelloise de Charles Quint. Les documents conservés sont contradictoires, on ne sait pas s'il est maître de chapelle ou simple chanteur. Il occupe ensuite peut-être des postes de chanoine à Termonde, Béthune, Louvain et Namur. Contrairement à la plupart des compositeurs de l'école des Pays-Bas, il semble ne jamais avoir quitté sa région natale pour l'Italie ou d'autres pays d'Europe. Il est peut-être mort de la peste qui ravage Béthune en 1557.
Pierre de Manchicourt est son élève.

## Œuvre

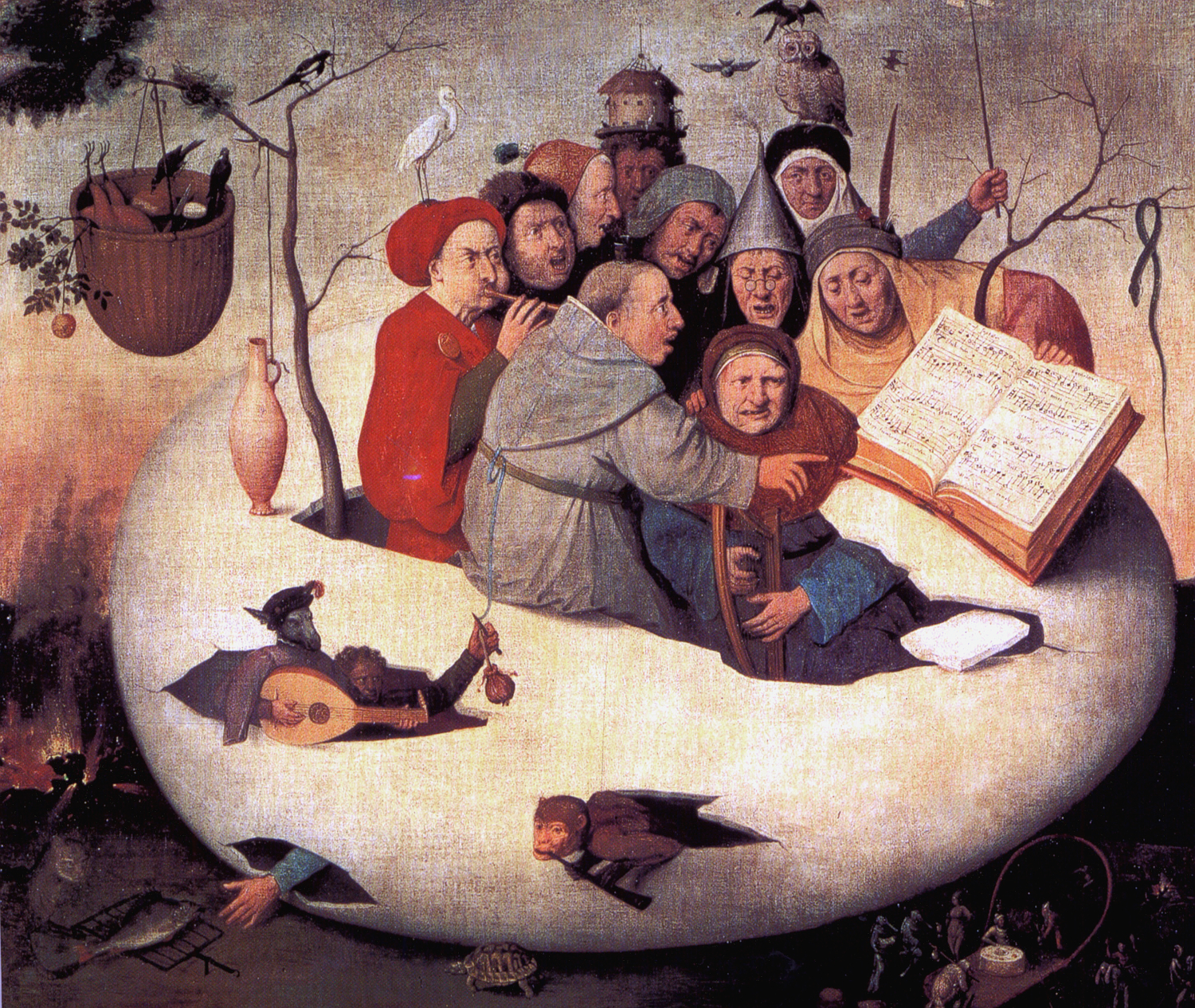
Le Concert dans l'œuf, copié ou inspiré de Jérôme Bosch : la partition représentée est celle d'une chanson légère de Thomas Créquillon, Toutes les nuictz, datée de 1549.

Thomas Créquillon est considéré comme faisant partie de l'école franco-flamande. Il écrit 116 motets, 192 chansons, seize messes, cinq psaumes et des Lamentations, le tout dans le style polyphonique alors en usage dans la musique savante.